# ریس لاوت
ریس لاوت (انگلیسی: Rhys Lovett؛ زادهٔ ۱۵ ژوئن ۱۹۹۷) بازیکن فوتبال است.
از باشگاه‌هایی که در آن بازی کرده‌است می‌توان به باشگاه فوتبال والسال اشاره کرد.